# Likouala (departament)
Likouala – jeden z departamentów Konga, położony w północnej części państwa. Stolicą departamentu jest miasto Impfondo.
Departament ten zamieszkiwało w 2007 roku 154 115 osób. Jego powierzchnia wynosi 66 044 km².
Departament ten podzielony jest na 7 dystryktów:
- Bétou
- Bouanila
- Dongou
- Epéna
- Enyellé
- Impfondo
- Liranga